# Селеста (кантон)
Селе́ста (фр. Sélestat) — кантон у Франції, в департаменті Нижній Рейн регіону Ельзас.

## Склад кантону
Кантон включає в себе 9 муніципалітетів:
| Муніципалітет | Площа | Населення, осіб | Рік  |
| ------------- | ----- | --------------- | ---- |
| Діффенталь    | 1,51  | 226             | 1999 |
| Еберсайм      | 13,66 | 1854            | 1999 |
| Еберсмюнстер  | 7,39  | 435             | 1999 |
| Кенцайм       | 18,78 | 1493            | 1999 |
| Ла-Вансель    | 7,88  | 373             | 1999 |
| Оршвіллер     | 6,32  | 535             | 1999 |
| Селеста       | 44,40 | 19303           | 2007 |
| Шатенуа       | 14,57 | 3810            | 2006 |
| Шервіллер     | 18,08 | 3009            | 2007 |

## Консули кантону
| Період    | Консул                | Посада                                           |
| --------- | --------------------- | ------------------------------------------------ |
| 1985—1996 | Gilbert Estève        | Заступник мера муніципалітету Селеста            |
| 1996—1998 | Jean-Jacques Renaudet | Мер муніципалітету Селеста                       |
| 1998—2011 | Bernard Fischer       | Мер (до 2001 — член ради) муніципалітету Селеста |

| Франція | Це незавершена стаття з географії Франції. Ви можете допомогти проєкту, виправивши або дописавши її. |